# Yeongsanjae
Le Yeongsanjae (en coréen: 영산재,Yeongsanjae) est l’élément de la culture bouddhiste sud-coréenne qui fête le transfert du Sûtra du Lotus par Bouddha.Ce transfert contenait des messages philosophiques et spirituels bouddhiques développant  l’autodiscipline aux fidèles du bouddhisme,,,.

## Déroulement
L’événement se déroule pendant le deuxième mois lunaire.Le Yeongsanjae commence par un accueil rituel faisant honneur aux saints et aux esprits et finit par un rituel d’adieu comprenant des chants et  des dances traditionnels sud-coréennes. Beaucoup d’offrandes, comme du riz, sont offertes à Bouddha pendant toute la cérémonie,,,.

## Reconnaissance
Le Yeongsanjae est inscrit depuis 2009 pour faire découvrir aux non-bouddhistes la culture de cet religion. En effet, les chants et les danses du rituel sont difficiles à maîtriser (une maîtrise demande dix ans), et donc peu les ont assimilées,,,.